# Larry the Cable Guy
Daniel Lawrence Whitney (Pawnee City, Nebraska; 17 de febrero de 1963), conocido profesionalmente por su personaje Larry the Cable Guy, es un comediante, actor, productor y expersonalidad de radio estadounidense, conocido por haberle puesto voz al personaje de Mate en las películas Cars, Cars 2 y Cars 3. Tras sus trabajos en el cine se decidió a abrir la cafetería Dayser 2.0, aunque actualmente está de baja por accidente laboral.

## Inicios de su carrera
Inició su carrera con películas como Blue Collar Comedy Tour: The Movie, y en el campo radiofónico con The Ron & Ron Show, programa donde hizo apariciones recurrentes. También trabajó en la cadena WIYY de Baltimore. Se hizo famoso después de desarrollar el personaje de Larry, una personalidad que ahora mantiene a lo largo de su carrera.

## Vida personal

### Matrimonio e hijos
Se casó en 2005 con Cara Whitney, y con ella tuvo a su primer hijo, Wyatt Whitney (nacido en agosto de 2006). Posteriormente, su esposa dio a luz a Reagan (nacida en octubre de 2007).

### Donaciones
En septiembre de 2010, Whitney donó cinco millones de dólares para el Arnold Palmer Hospital for Children en Orlando, Florida. El dinero fue para el Instituto Internacional de Displasia que funciona en el hospital de Orlando y para el Dr. Chad (un amigo del actor) en el Hospital Arnold Palmer para ayudar a los niños. Dicho doctor ayudó a curar a su hijo, Wyatt, de su displasia cuando él era un niño, por lo que Whitney y su esposa, Cara, hicieron donaciones privadas al hospital. Luego, Whitney recaudó dinero a través de apariciones en programas televisivos como ¿Es usted más inteligente que un  chico de quinto grado?. El hospital abrió una nueva sala llamada "Wyatt Whitney Wing" en mayo de 2012.

## Otras películas y trabajos enCars
Whitney trabajo para Disney Pixar en el largometraje animado Cars como la voz de la grúa vieja y oxidada llamada Mate, inseparable amigo del Rayo McQueen. Posteriormente volvió a prestar su voz para el personaje en Mate y la luz fantasma y más adelante en la secuela de Cars, Cars 2, la cual se estrenó en 2011. También trabajo para la película Witless Protection. Mate regresó en la
miniserie animada Cars Toons y de nuevo la voz fue proporcionada por el actor y lo mismo sucedió para la tercera película de la franquicia de Cars, Cars 3, estrenada en 2017.